# Miksa Bondi
Miksa Bondi (ur. 8 maja 1918 w Budapeszcie, zm. 11 sierpnia 1997 tamże) – węgierski bokser, medalista mistrzostw Europy.
Uczestniczył w Igrzyskach Olimpijskich w Londynie 1948 roku, rywalizując w kategorii muszej. Startując w Mistrzostwach Europy w Dublinie 1939 zdobył srebrny medal w kategorii koguciej.